# Platypalpus agnitus
Platypalpus agnitus är en tvåvingeart som först beskrevs av Collin 1960.  Platypalpus agnitus ingår i släktet Platypalpus och familjen puckeldansflugor. Inga underarter finns listade i Catalogue of Life.